# Lewis Fry Richardson
Lewis Fry Richardson (11 de octubre de 1881 - 30 de septiembre de 1953) fue un matemático, físico, meteorólogo y pacifista inglés. Fue pionero en las modernas técnicas matemáticas de la predicción del tiempo atmosférico y en la aplicación de técnicas similares para el estudio de las causas de las guerras y el cómo prevenirlas. También destacó por su trabajo precursor de la teoría de fractales y por el desarrollo de un método iterativo para resolver sistemas de ecuaciones lineales que lleva su nombre. Fue miembro de la Royal Society.

## Familia y educación
Lewis Fry Richardson fue el más joven los siete hijos de Catherine Fry (1838–1919) y David Richardson (1835–1913). Fueron una próspera familia cuáquera. David Richardson regentaba un exitoso negocio de curtido y de manufactura de cuero.
A la edad de 12 fue enviado a al internado Bootham School en York, donde recibió una excelente educación en ciencia, la cual estimuló su activo interés en la historia natural. En 1898 asistió a un college de ciencias de la Universidad de Durham, donde tomó cursos en física matemática, química, botánica y zoología. Dos años más tarde, ganó una beca para asistir al King’s College en Cambridge, donde se graduó con honores en ciencias naturales en 1903.
En 1909 se casó con Dorothy Garnett (1885–1956), hija del matemático y físico William Garnett. No pudo tener hijos con su esposa debido a una incompatibilidad de sus grupos sanguíneos, pero adoptaron dos hijos y una hija entre 1920 y 1927.
Durante su carrera recibió influencias de Karl Pearson, G. F. C. Searle y J. J. Thomson.

## Pacifismo
Las creencias de cuáquero de Richardson implicaban un ardiente pacifismo que lo dejó exento de su servicio militar en la Primera Guerra Mundial como un objetor de conciencia, aunque esto lo descalificó subsecuentemente de llevar un puesto académico. Richardson trabajó desde 1916 a 1919 para la Friends' Ambulance Unit - un servicio voluntario de ambulancias fundado por miembros cuáqueros, donde trabajó adjuntado a la decimosexta división de infantería francesa. Después de la guerra, volvió a trabajar en la Oficina Meteorológica, pero fue obligado a renunciar por objeción de conciencia cuando la oficina fue adjuntada en 1920 al ministerio del aire - un departamento británico de la época que tenía la responsabilidad de manejar los asuntos de la Royal Air Force. Subsecuentemente, siguió una carrera en los márgenes del mundo académico, trabajando como profesor en institutos técnicos no adscritos a una universidad, antes de retirarse en 1940 para investigar sus propias ideas. Su pacifismo tuvo consecuencias directas en sus intereses investigativos. De acuerdo a Thomas Körner, el descubrimiento del hecho que su trabajo meteorológico fuese de valor para los diseñadores de armas químicas lo llevó a abandonar todos sus esfuerzos en este campo, y a destruir sus descubrimientos que aún quedaban por publicar.

## Predicción meteorológica
El interés de Richardson en la meteorología le llevó a proponer un proyecto para el pronóstico del tiempo por solución de ecuaciones diferenciales, el método usado hoy en día, aunque cuando lo propuso en 1922, en su obra Predicción del tiempo por procesos numéricos, quedaban aún muchos años para que estuviera disponible la computación rápida necesaria para aplicarlo.
Richardson se interesó también por las turbulencias atmosféricas y desarrolló numerosos experimentos terrestres. El número de Richardson, un parámetro adimensional de la teoría de turbulencias está nombrado así por él.

## Análisis matemático de la guerra
Richardson También aplicó sus habilidades matemáticas en el servicio de sus principios pacifistas, en particular en el entendimiento de las raíces del conflicto internacional. Por esta razón, es hoy día considerado fundador, o cofundador (junto con Quincy Wright y Pitirim Sorokin así como con otros como Kenneth Boulding, Anatol Rapaport y Adam Curle), del análisis científico de los conflictos; un área interdisciplinaria de ciencias sociales cuantitativas y matemáticas dedicada a sistematizar la investigación de las causas de la guerra y las condiciones de la paz.
Así como hizo con el tiempo atmosférico, analizó la guerra usando principalmente ecuaciones diferenciales y la teoría de la probabilidad. Considerando el armamento de dos naciones, Richardson postuló un sistema idealizado de ecuaciones donde la tasa adquisición de armamento es directamente proporcional a la cantidad de armas que tiene su rival y también a las quejas sentidas hacia el rival, e inversamente proporcional a la cantidad de armas que ya tiene. La solución de este sistema de ecuaciones permite obtener conclusiones visionarias en relación con la naturaleza y la estabilidad de varias condiciones hipotéticas que se puedan obtener entre los distintos estados.
Richardson también creó la teoría de que la propensión a la guerra entre dos estados era una función de la longitud de la frontera común entre ambos territorios. En su documentos Armas e inseguridad (1949) y Estadística de las peleas mortales (1950), buscó analizar estadísticamente las causas de la guerra. Entre los factores que evaluaó se incluyeron la economía, el idioma y la religión. En el prefacio del segundo documento, escribió:
Hay en el mundo una gran cantidad de brillante y cuerda discusión política que no lleva a convicciones estables. Mi objetivo ha sido diferente: a saber, examinar algunas nociones por medio de técnicas cuantitativas con la esperanza de llegar a una respuesta fiable.